# Louis Vuitton
A Louis Vuitton Malletier, közismert nevén Louis Vuitton, vagy rövidítve LV egy luxus divat- és kereskedőház, amit 1854-ben a francia Louis Vuitton alapított. A márkajel, az LV monogram a legtöbb terméken megjelenik, amik főként luxus bőröndök és bőráruk, illetve konfekciók, cipők, karórák, ékszerek, kiegészítők, napszemüvegek és könyvek. A Louis Vuitton a világ egyik vezető nemzetközi divatháza, termékeit önálló luxus-márkakereskedésein, honlapja webshopján keresztül, illetve high-end bevásárlóközpontok üzleteiben értékesíti. 2006 és 2012 között hat egymást követő évig a Louis Vuitton volt a világ legértékesebb luxusmárkája. 2012-es adatok szerint értéke 25,9 milliárd $. 2013-as becslések szerint értéke már 28,4 milliárd $; 9,4 milliárd $-os bevétellel. A vállalat 50 országban működik, közel 460 üzlettel világszerte.

## Az alapító és családja
Louis Vuitton (1821-1892) francia vállalkozó, aki 1854-ben Párizsban a Société Louis Vuitton luxuskivitelű bőrtáskákkal foglalkozó céget alapította. Vuitton Lons-le-Saunier-ban (Franciaország) született, 1837-ben Párizsba költözött, és tanoncként a Maréchal-féle táskás cégnél kezdett dolgozni. Hamarosan önállósult, 1854-ben nyitotta első párizsi, 1885-ben londoni üzletét. 1860-ban megépítette saját műhelyét, ahol egyre jobb és praktikusabb modelleket fejlesztett ki. Az évek során egyre népszerűbbé váltak a vászonborítású, strapabíró, lapos utazóládái, főleg a vasutat használó utazók körében. Fia, Georges Vuitton 1896-ban teremtette meg a cég igazi arculatát, a híres monogrammal. 1914-ben a párizsi Champs-Élysées-n megnyitotta a világ akkori legnagyobb utazási kellékeket forgalmazó áruházát. A II. világháború után, 1959-ben Gaston Vuitton vezetésével megkezdték az újfajta, puha oldalfalú, vízálló utazótáskák gyártását. Ekkor Európában, Amerikában és a Távol-Keleten is már több mint ötven Vuitton üzlet működött.

## A cég
A céget 1854-ben alapították. A párizsi székhelyű részvénytársaságot (société anonyme) ma Michael Burke vezeti, a cég dolgozóinak száma 121 229 (2014), forgalma 30 638 Mrd. EUR (2014),[forrás?] ennek fele hagyományosan Japánban keletkezik, profilja: bőráruk, ékszer, cipők, prêt-à-porter. Világszerte kb. 300 fióküzlettel dolgozik. Ma a Moët Hennessy-Louis Vuitton cégcsoport része, melyben vezető márkának számít. 1996 óta Marc Jacobs tervező vezetésével prêt-à-porter-vel bővült a profil. A cég termékei (elsősorban táskák és bőröndök) luxusmárkának számítanak, viseletük és használatuk státuszszimbólum jelleggel bír, „LV” monogramja védett, luxusminőséget fémjelez. Az LVMH ház igen nagy erőfeszítésekkel küzd azok ellen, akik meg akarják a fogyasztókat téveszteni. Az LV monogramm, legyen szó táskáról, szemüvegről, férfi/női ruhákról, karóráról vagy egyéb kiegészítőkről (újabban cipőről is), a mai napig egyet jelent az eleganciával, stílussal, megbízhatósággal és minőséggel. Ma is minden egyes darab kézzel készül, s fő értékeiknek a művészi érzéket, a hosszú múltra visszatekintő tradíciókat és az innovációt tartják a vállalatnál, valamint azt a szakértelmet, mely által életre keltik a papíron megtervezett mesterműveket.
Legismertebb termékek a Speedy 30 táska, mely nem hiányozhat egy kifinomultságot díjazó hölgy kollekciójából. A klasszikusok mellett igyekeznek minél több újdonsággal elkápráztatni az ügyfeleket, pl. a színes, fiatalos kollekciókkal és kiegészítőkkel. Mivel a Louis Vuitton azt vallja hogy az "Utazás Művészeté"-ben igen otthonosan mozog, évről évre kiadja a nagyvárosok útikalauzaiból álló könyvsorozatát is.

## Szponzori tevékenység
A cég a vitorlássportban támogatóként vesz rész, a nevét viselő Louis Vuitton Kupa rangos nemzetközi tengeri verseny, mely 1983 óta létezik, egyben az Amerika Kupa (America Cup) főszponzora. 2025-től 10 évre szerződést kötött a Formula–1, neves nemzetközi autóversennyel.